# Nikos Melissas
Nikos Melissas, född 24 februari 1993 i Thessaloniki, Grekland, är en grekisk fotbollsspelare som för närvarande spelar som målvakt för PAOK FC i Grekiska Superligan. Han började sin karriär som ungdomsspelare i PAOK.